# Haematopota barrosi
Haematopota barrosi är en tvåvingeart som beskrevs av João Tendeiro 1965. Haematopota barrosi ingår i släktet Haematopota och familjen bromsar.
Artens utbredningsområde är Guinea-Bissau. Inga underarter finns listade i Catalogue of Life.